# 任红举
任红举（1934年—），原名任鸿举，男，山东莱州人，中华人民共和国音乐家、作家，一级编剧。

## 著作
歌词代表作有《太湖美》、《中国，中国，鲜红的太阳永不落》（合作）、《红军战士想念毛泽东》等。